# Kim Rossi Stuart

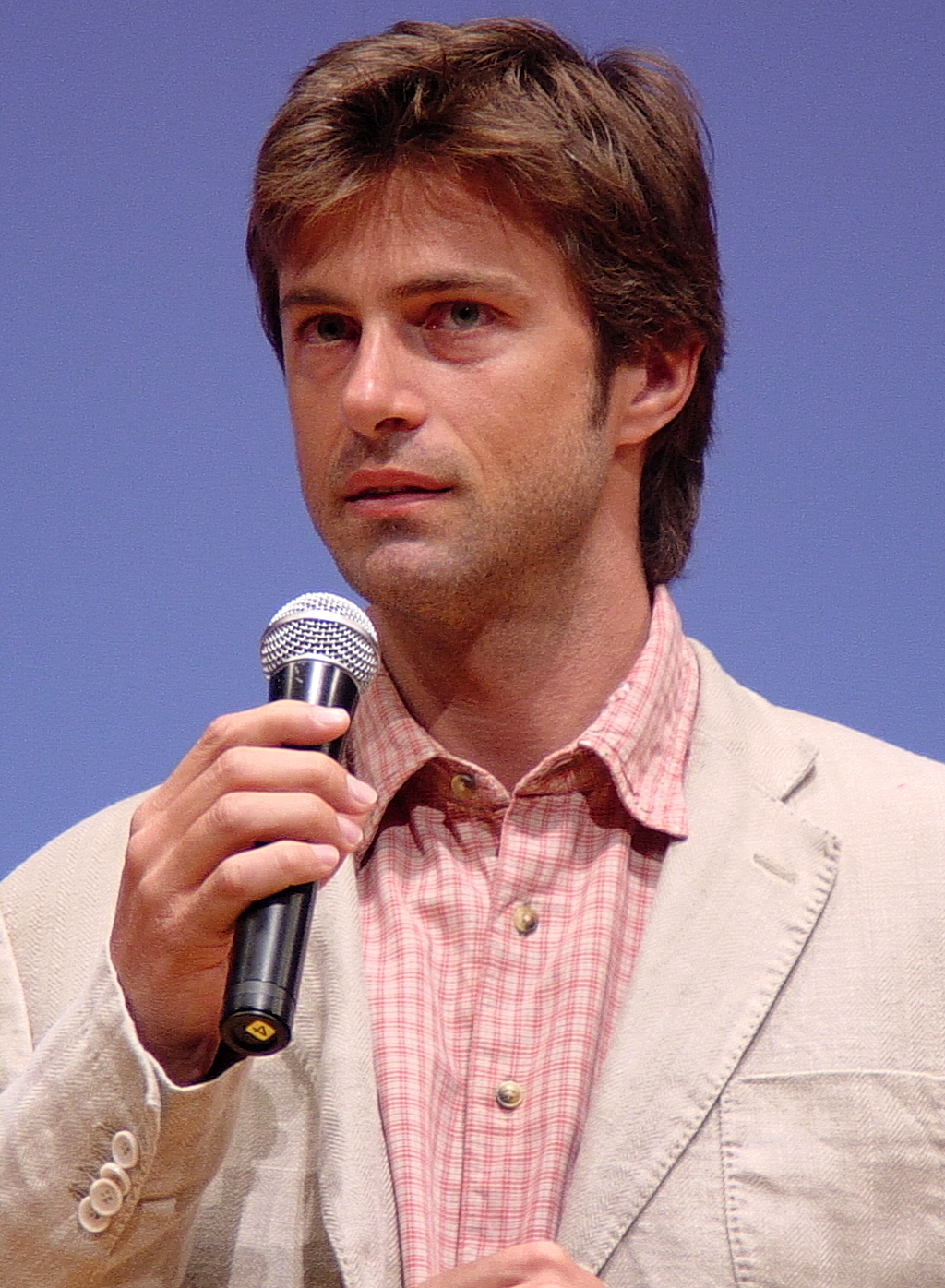
Kim Rossi Stuart in Tokio (2007)

Kim Rossi Stuart (* 31. Oktober 1969 in Rom, Italien) ist ein italienischer Film- und Theaterschauspieler sowie Filmregisseur.

## Leben
Der Sohn des Filmschauspielers Giacomo Rossi Stuart und eines ehemaligen Fotomodells wuchs mit seinen drei Schwestern Ombretta, Valentina und Loretta auf. Bereits im Alter von fünf Jahren erfolgte sein Filmdebüt in Mauro Bologninis Filmdrama Die Affäre Murri (Fatti di gente perbene, 1974).
Erst zehn Jahre später im Jahre 1984 war er erneut vor der Filmkamera zu sehen. Während der Dreharbeiten zu der zehnteiligen Fernsehserie Die Höhlenkinder (I Ragazzi della valle misteriosa), basierend auf der gleichnamigen Jugendbuch-Trilogie des böhmischen Schriftstellers Alois Theodor Sonnleitner, lernte er seine Jugendfreundin Veronica Logan kennen, mit der er einige Jahre liiert war. Entgegen den Erwartungen seiner Eltern studierte Rossi Stuart daraufhin Schauspiel und brach deswegen die Schule ab. Dennoch bildete er sich als Autodidakt fort und spricht neben seiner Muttersprache Italienisch auch Englisch und Französisch. Eine seiner ersten Filmrollen, die er während des Studiums erhielt, war die Nebenrolle eines Novizen in Jean-Jacques Annauds erfolgreicher Literaturverfilmung Der Name der Rose (The Name of the Rose, 1986).
Die Rolle, mit der er jedoch im deutschsprachigen Raum bekannt wurde, war die des Königs Romualdo in Lamberto Bavas Fantasy-Reihe Prinzessin Fantaghirò (Fantaghirò, 1991–1993). 1995 war er auch in Michelangelo Antonionis starbesetztem Episodenfilm Jenseits der Wolken (Al di là delle nuvole) neben John Malkovich, Fanny Ardant, Jean Reno und Sophie Marceau zu sehen.
In den letzten Jahren hat sich Rossi Stuart vermehrt am Theater betätigt. Zu den bekanntesten Stücken, in denen er mitwirkte, zählen König Lear und Der Besuch der alten Dame. 2006 lieferte er mit dem Film Schwimmen mochte ich noch nie (Anche libero va bene)  sein Regiedebüt, für das er auch das Drehbuch schrieb und eine Hauptrolle übernahm.

## Filmografie (Auswahl)

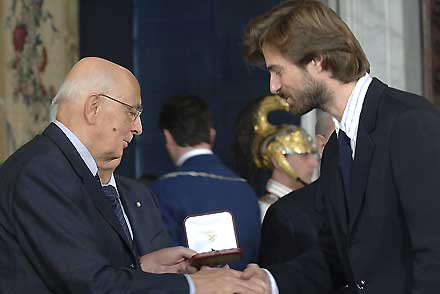
Giorgio Napolitano und Kim Rossi Stuart im Quirinalspalast (2006)

### Schauspieler
- 1974: Die Affäre Murri (Fatti di gente perbene)
- 1986: Der Name der Rose (The Name of the Rose)
- 1987: Karate Warrior (Il ragazzo dal kimono d’oro)
- 1988: Karate Warrior 2 (Il ragazzo dal kimono d’oro 2)
- 1988: Domino sucht die Liebe (Domino)
- 1990: Der Erfolg ihres Lebens (Mademoiselle Ardel) TV-Film
- 1991: Wo warst Du in jener Nacht? (Dov’eri quella notte) TV-Film
- 1991: Tödlicher Stoff (Dalla notte all’alba)
- 1991: 18 in einer Woche (18 anni tra una settimana)
- 1991: Prinzessin Fantaghirò (Fantaghirò) TV-Film
- 1992: Nur aus Liebe (Il Cielo non cade mai)TV-Film
- 1992: Zwischen Nacht und Traum (In camera mia)
- 1992: Prinzessin Fantaghirò II (Fantaghirò 2) TV-Film
- 1993: Prinzessin Fantaghirò III (Fantaghirò 3) TV-Film
- 1994: Ohne Haut (Senza pelle)
- 1994: Cops (Poliziotti)
- 1995: Jenseits der Wolken (Al di là delle nuvole)
- 1997: Le rouge et le noir TV-Film
- 1998: Die Gärten Eden (I giardini dell’Eden)
- 2002: Roberto Benignis Pinocchio (Pinocchio)
- 2004: Die Hausschlüssel (Le chiavi di casa)
- 2005: Romanzo Criminale
- 2006: Schwimmen mochte ich noch nie (Anche libero va bene) auch Regie
- 2007: Piano, solo
- 2009: Eine Sache des Herzens (Questione di cuore)
- 2010: Engel des Bösen – Die Geschichte eines Staatsfeindes (Vallanzasca – Gli angeli del male)
- 2013: Anni Felici – Barfuß durchs Leben (Anni Felici)
- 2015: Giovanni Boccaccio – Das Dekameron (Maraviglioso Boccaccio)
- 2016: Tommaso
- 2020: Gli anni più belli

### Regie
- 2006: Schwimmen mochte ich noch nie (Anche libero va bene)
- 2016: Tommaso